# Convoy - Trincea d'asfalto
Convoy - Trincea d'asfalto (Convoy) è un film del 1978 diretto da Sam Peckinpah.
Il film, che negli anni si è ritagliato la fama di cult movie, è stato scritto prendendo spunto dal testo della canzone country Convoy di C. W. McCall. È una sorta di "esperimento" del regista (la cui fama è dovuta principalmente a film western). Può infatti essere considerato un western trasposto ai giorni nostri, sia per l'ambientazione (paesaggi desertici nel sud degli Stati Uniti) che per i rapporti fra i personaggi della storia (i "briganti" e lo sceriffo, con camion e automobili al posto dei cavalli).

## Trama
Martin Anatra di gomma Penwald, camionista solitario e affascinante, viene superato da una ragazza su una Jaguar E-Type; distratto dalle gambe della guidatrice non si accorge del sopraggiungere della volante del vice-sceriffo che lo evita finendo fuori strada. Penwald viene fermato dal vice, gli spiega che la ragazza è senza mutandine e lo sta aspettando, così il vice lascia andare il camionista. Rimessosi in viaggio, Anatra si ritrova, via radio, con un suo amico di vecchia data, Casino Ambulante e un amico di quest'ultimo, Spider Mike. I tre si imbattono nel perfido sceriffo Wallace che li multa con una disonesta imboscata, il pagamento della multa fa ritrovare senza contanti Spider Mike.
I tre amici si fermano in un ritrovo per camionisti per mangiare; Anatra si incontra anche con la sua ragazza Violet e rivede la ragazza della Jaguar, Melissa, che nel frattempo è rimasta in panne. Mentre Anatra e Violet si appartano nel camion, si ferma anche lo sceriffo Wallace che chiede a Casino Ambulante e Spider Mike se hanno contanti con loro, Spider Mike non ne ha e lo sceriffo ha intenzione di arrestarlo per vagabondaggio, il camionista reagisce mettendo ko lo sceriffo. Anatra viene chiamato e rientra nel locale, nel frattempo arriva anche il vice, che vedendo a terra lo sceriffo, estrae la pistola, scoppia così una rissa che coinvolge molti altri clienti distruggendo completamente l'arredamento del locale. A questo punto, ricercati da tutta la polizia dello Stato, i camionisti coinvolti nella rissa cominciano a seguire Anatra, che ha dato un passaggio a Melissa, nella sua fuga dall'Arizona. Durante il tragitto si uniscono molti altri camionisti, compreso un predicatore e dei giornalisti che vogliono intervistare i camionisti, creando un intero convoglio lungo chilometri che non si ferma mai e attraversa vari stati diretto in Messico, fra l'incredulità dell'opinione pubblica che non si spiega i motivi di quella che è mano a mano diventata una vera e propria protesta sociale.
Lungo la fuga viene coinvolta anche la polizia di ogni stato che il convoglio attraversa, fino ad arrivare al duello finale in cui Anatra precipita con il suo camion giù da un ponte. Viene fatto un pomposo funerale ad Anatra poiché tutti lo credono morto, invece è vivo e vegeto e Wallace, che tanto gli ha dato la caccia, lo vede nell'autobus del predicatore che si era unito al convoglio, e scoppia in una risata.

## Slogan promozionali
- «Kristofferson and MacGraw...ain't nothin' gonna get in their way!»
«Kristofferson e MacGraw: e niente si metterà tra loro!».

## Collegamenti ad altre pellicole
- La papera di gomma di metallo usata come ornamento da Martin (Kris Kristofferson) è identica a quella che sfoggia l'auto di Stuntman Mike (Kurt Russell) in Grindhouse - A prova di morte di Quentin Tarantino.
- "Mocassino d'acqua", il soprannome in lingua originale dello sceriffo Wallace, è il nome in codice di O-Ren Ishii (Lucy Liu) in Kill Bill: Volume 1 di Quentin Tarantino.

## Curiosità
- Il camion di Anatra di gomma nella canzone di origine era un Kenworth, mentre nel film venne usato un Mack "RS786LST" a cabina arretrata. Durante le riprese furono utilizzati 5 esemplari identici. Il camion di Maialotto era un "Jimmy" (GMC) nella canzone; l'esemplare scelto per il film fu invece un Mack "Cruiseliner WS700L" cabover (a cabina avanzata), che venne affiancato per le riprese da un Kenworth camuffato per somigliare al Mack. Nella realtà il camion di Maialotto era allestito davvero come si presenta nel film, cioè con gli interni in pelle viola e tutta una serie di rifiniture lussuose. Dopo le riprese, uno dei Mack usati nel film è stato venduto ad una azienda di autotrasporti di Albuquerque, che lo usò finché non finì completamente distrutto in un incidente nel 1988.
- Peckinpah compare in un cameo come tecnico del suono nella scena delle interviste fatte al volo ad alcuni componenti del convoglio (compreso Martin) raccolte da Arnoldi. Lo si riconosce dall'immancabile bandana sulla fronte.
- Il film è accompagnato da una serie di brani:
  - "Convoy" (musica di Chip Davis, testo di Bill Fries; copyright by American Gramaphone, Sesac) cantata da G.W. McCall.
  - "Don't It Make Your Brown Eyes Blue" (testo e musica di Richard Leigh; copyright by United Artist Music Co, Ascap) cantata da Crystal Gayle.
  - "Blanket On The Ground" (testo e musica di Roger Bowling; ATV Music Corp, Bmi) cantata da Billie Jo Spears.
  - "Keep On The Sunny Side" (testo e musica di A.P. Carter Gary Garret; copyright by Peer International Corp, Bmi) cantata da Doc Watson.
  - "Okie From Muskogee" (musica di Eddie Burris testo di Merle Haggard; copyright by Blue Book Music, BMI) cantata da Merle Haggard.
  - "Lucille" (musica di Roger Bowling, testo di Hal Bynum; copyright by ATV Music Corp / Andite Invasion Music, Bmi) cantata da Kenny Rogers.
  - "Southern Nights" (musica e testo di Alien Toussaient; copyright Warner Tamerline Publishing Corp / Marsaint Music Inc, BMI) cantata da Glen Campbell.
  - "Walk Right Back" (musica e testo di Sonny Curtis; copyright Warner Tamerline Publishing Corp, BMI) cantata da Anne Murray.
  - "Cowboy's Don't Get Lucky All The Time" (musica e testo di Dallas Harms; copyright by Doubleplay Music, BMI) cantata da Gene Watson.
  - "I Cheated On A Good Woman's Love" (musica e testo di Del Briant; copyright by Onhisown Music, BMI) cantata da Billy Graddock.

## Riconoscimenti
- Golden Screen al Miglior film nel 1980